# Abdulrahman Ben Yezza
Abdulrahman Ben Yezza est un homme d'affaires libyen. Après la révolution libyenne de 2011, il devient ministre du Pétrole dans le gouvernement intérimaire.

## Biographie
Avant la révolution, il travaille pour compagnie pétrolière italienne ENI et également pour la compagnie pétrolière nationale libyenne lorsque Mouammar Kadhafi dirigeait la Libye, mais il a quitté volontairement son poste, à la suite de différends avec des proches de Kadhafi.

## Sources
- (en) Cet article est partiellement ou en totalité issu de l’article de Wikipédia en anglais intitulé « Abdulrahman Ben Yezza » (voir la liste des auteurs).